# Nicolás Prieto
Nicolás Prieto, vollständiger Name Nicolás Santiago Prieto Larrea, (* 5. September 1992 in Montevideo) ist ein uruguayischer Fußballspieler.

## Karriere

### Verein
Der 1,75 Meter große, „Corto“ genannte Mittelfeldakteur Prieto spielt bereits seit seinem 13. Lebensjahr für Nacional Montevideo. Er stand zu Beginn seiner Karriere bereits in der Clausura 2011 im Kader des uruguayischen Erstligisten. Nachdem sein Vertrag Ende 2011 zunächst auslief, trainierte er eine Zeitlang bei Defensor Sporting mit, kehrte aber schließlich im Februar 2012 zu Nacional zurück und unterschrieb einen neuen Drei-Jahres-Vertrag. Prietos Berater war zu jenem Zeitpunkt der Unternehmer Pablo Bentancur. In den Spielzeiten 2010/11 und 2011/12 wurde Nacional jeweils Uruguayischer Meister. Zu einem Einsatz in der höchsten Spielklasse kam Prieto aber nicht. In der Copa Libertadores 2013 feierte er sein Pflichtspieldebüt für die Bolsos, als er 2013 im Spiel gegen Toluca von Trainer Gustavo Díaz für Juan Ángel Albín eingewechselt wurde. Insgesamt lief er in drei Partien dieses Wettbewerbs auf. Seinen ersten Ligaeinsatz in Uruguays höchster Spielklasse bestritt er in der Clausura 2013 in der Begegnung der Montevideaner mit dem Cerro Largo FC. Dabei stand er in der Startelf, wurde in der zweiten Halbzeit aber durch Adrián Luna ersetzt. In jener Halbserie werden acht Einsätze in der Primera División für Prieto geführt. In der Saison 2013/14 wurde er in zwölf Erstligaspielen (kein Tor) und fünf Begegnungen der Copa Libertadores 2014 (kein Tor) eingesetzt. In der Spielzeit 2014/15, die seine Mannschaft mit dem Gewinn der Uruguayischen Meisterschaft abschloss, wurde er zweimal (kein Tor) in der Primera División und einmal (kein Tor) in der Copa Libertadores 2015 eingesetzt. Während der Saison 2015/16 kamen keine weiteren Einsätze hinzu. Mitte August 2016 wechselte er leihweise zum Erstligaaufsteiger Boston River, für den er in der Spielzeit 2016 zehnmal (kein Tor) in der Liga auflief. Anfang 2017 kehrte er zu Nacional zurück. Mindestens seit Februar 2017 steht er im Kader der Rampla Juniors, für die er bislang (Stand: 23. Juli 2017) 20 Erstligapartien (kein Tor) absolvierte.

### Nationalmannschaft
Prieto war Mitglied der von Fabián Coito trainierten uruguayischen U-15-Auswahl, die bei der U-15-Südamerikameisterschaft 2007 in Brasilien teilnahm und hinter dem Gastgeberland den zweiten Platz belegte. Er war Teil des Aufgebots der uruguayischen U-17 bei der U-17-Südamerikameisterschaft 2009 in Chile und bei der U-17-Weltmeisterschaft 2009 in Nigeria. Im WM-Turnier wurde er fünfmal eingesetzt. Er nahm mit der uruguayischen U-20-Auswahl an der U-20-Südamerikameisterschaft 2011 teil. Auch an der U-20 WM jenes Jahres wirkte er mit. Während er bei der Südamerikameisterschaft sechs Begegnungen bestritt, wurde er bei der WM nur in zwei Spielen aufgestellt. Ein Tor erzielte er in beiden Turnieren nicht.

### Erfolge
- U-15-Vize-Südamerikameister 2007
- U-20-Vize-Südamerikameister 2011
- Uruguayischer Meister: 2010/11, 2011/12, 2014/15